# Celestino Allard-Cambray
Celestino Allard-Cambray fue un pintor francés.
Natural de París, fue discípulo de la Escuela especial de pintura de la capital francesa y de Leon Cogniet.
En la Exposición Nacional de Bellas Artes celebrada en Madrid en 1866, presentó un retrato, El camino de Madrid a Carabanchel y la Plazuela de Santa Ana en Madrid. Según un crítico de la época, manifestó en estas obras un realismo tan exagerado que las hacía perder gran parte de su valor artístico.